# Autoritatea Națională de Reglementare în domeniul Energiei
Autoritatea Națională de Reglementare în domeniul Energiei (ANRE) este o instituție publică autonomă din România, de interes național cu personalitate juridică, aflată în subordinea Parlamentului României. ANRE are misiunea de a crea și aplica sistemul de reglementări necesar funcționării sectorului energeticii și piețelor de energie electrică, energie termică și gaze naturale în condiții de eficiență, concurență, transparență și protecție a consumatorilor.
ANRE colaborează cu autorități publice și organisme ale societății civile, agenți economici din sectorul energiei electrice, energiei termice și gazelor naturale, cu organizații internaționale din domeniu, pentru a asigura transparența și obiectivitatea procesului de reglementare.

## Finanțarea
Cheltuielile curente și de capital ale ANRE se asigură integral din venituri proprii, care sunt obtinute din tarifele percepute pentru acordarea de licențe, autorizații și atestări, contribuții anuale percepute operatorilor economici reglementați din sectorul energiei electrice și termice și al gazelor naturale, precum și din fonduri acordate de organisme internaționale.

## Atribuții și obiective
In sectorul pieței energiei electrice, termice și a gazelor naturale ANRE are urmatoarele atribuții:
- emite, modifică sau retrage autorizatii si licente;
- emite reglementari tehnice si comerciale, asigura accesul si racordarea la retelele de energie electrica si gaze naturale;
- emite si aproba metodologii de stabilire a prețurilor și tarifelor;
- aproba prețuri și tarife;
- asigura monitorizarea funcționării pietelor de energie electrică și gaze naturale;
- promoveaza producerea de energie din surse regenrabile si cogenerare.

În îndeplinirea atribuțiilor și competențelor sale, contribuie la realizarea următoarelor obiective generale:
- promovarea unei piețe interne europene de energie electrică și gaze naturale sigură, competitivă și durabilă din punct de vedere al mediului și al unei deschideri efective a acesteia în beneficiul tuturor clienților și furnizorilor din Uniunea Europeană, precum și garantarea condițiilor adecvate pentru funcționarea eficientă și sigură a rețelelor de energie electrică și gaze, având în vedere obiectivele pe termen lung;
- dezvoltarea piețelor regionale competitive și funcționale, integrate în piața internă europeană de energie electrică;
- eliminarea restricțiilor privind comerțul transfrontalier cu energie electrică și gaze naturale, pentru a satisface cererea și a îmbunătăți integrarea pieței naționale în piața internă europeană de energie electrică și gaze naturale;
- dezvoltarea unui sistem energetic național sigur, fiabil și eficient, orientat către consumator, care să permită promovarea eficienței energetice și integrarea surselor regenerabile de energie, precum și a producției distribuite atât în rețeaua de transport, cât și în rețeaua de distribuție;
- facilitarea accesului la rețea pentru capacitățile noi de producție, în special prin eliminarea obstacolelor care împiedică accesul noilor participanți la piața de energie electrică și gaze naturale sau utilizarea surselor regenerabile de energie;
- asigurarea acordării de stimulente operatorilor de rețea electrică/sisteme de gaze naturale și celorlalți utilizatori de rețele electrice/sisteme de gaze naturale, pentru a crește eficiența funcționării sistemelor de transport și distribuție a energiei și pentru a accelera integrarea în piață;
- protecția consumatorului, prin asigurarea unei piețe concurențiale eficiente, prin sprijinirea clienților vulnerabili, prin impunerea unor standarde de calitate a serviciilor publice din sectorul energiei electrice și gazelor naturale, prin facilitarea accesului clienților finali la datele proprii de consum necesare în procesul de schimbare a furnizorului de energie electrică sau gaze naturale, precum și prin informarea cât mai corectă și completă a consumatorilor;
- garantarea respectării de către operatorii economici din sectorul energiei și gazelor naturale a obligațiilor ce le revin în ceea ce privește transparența.

## Istoric
În aprilie 2007, ANRE a preluat atribuțiile, personalul și bugetul Autorității de Reglementare a Gazelor Naturale (ANRGN), care a fost desființată.
În decembrie 2009, Agenția Română pentru Conservarea Energiei (ARCE) din cadrul Ministerului Economiei a fost desființată, și a fost comasată prin absorbție cu ANRE.
In anul 2012, au avut loc modificări legislative care au întărit independența și autonomia ANRE, în linie cu Pachetul III Energie al UE, care vizează creșterea competitivității și transparenței pe piețele de energie.

## Președinții ANRE
- Jean Constantinescu:  01 martie 1999 - 25 iunie 2000
- Ion Lungu: 26 iunie 2000 - 11 iulie 2004
- Jean Constantinescu: 12 iulie 2004 - 10 februarie 2005
- Nicolae Opriș: 11 februarie 2005 -  29 mai 2007
- Gergely Olosz: 30 mai 2007 - 13 octombrie 2008
- Nicolae Opriș: 29 octombrie 2008 - ianuarie 2009
- Petru Lificiu: 21 ianuarie 2009 - 16 iulie 2010
- Iulius Dan Plaveti: 16 iulie 2010 - 7 iunie 2012
- Niculae Havrileț: 7 iunie 2012 - 23 octombrie 2017
- Dumitru Chiriță: 24 octombrie 2017 - 18 aprilie 2023
- George Niculescu: 19 aprilie 2023 - prezent